# Josef Pröll
Josef Pröll (født 14. september 1968 i Stockerau, Østrig) er en tidligere østrigsk politiker (ÖVP) og var fra december 2008 til april 2011 finansminister og vicekansler. Fra november 2008 til april 2011 var han endvidere landsformand for ÖVP.

## Karriere
I perioden 1978 til 1986 var Pröll elev på realgymnasiet i Hollabrunn i delstaten Niederösterreich. I 1993 afsluttede han studiet i landbrugsøkonomi ved Universität für Bodenkultur Wien.
Pröll var derefter medarbejder ved delstatslandbrugskammeret i Niederösterreich og medarbejder i Österreichischer Bauernbund, der er en delorganisation af ÖVP. Josef Pröll har endvidere været assistent for EU-parlamentsmedlem Agnes Schierhuber, direktør for Wiener Bauernbund, kabinetschef for forbundsminister Wilhelm Molterer og direktør for Österreichischer Bauernbund. Fra 28. februar 2003 til 2. december 2008 var han landbrugs- og miljøminister og var samtidig det yngste medlem af en østrigsk regering.
Den 28. november 2008 blev Pröll på ÖVP's landmøde valgt til partiformand med knap 90 procent af stemmerne. Han afløste daværende vicekansler Wilhelm Molterer. Den 2. december 2008 blev Josef Pröll vicekansler og finansminister i forbundskansler Werner Faymanns nydannede regering.
Af helbredsmæssige årsager besluttede Josef Pröll i april 2011 at forlade politik, og Michael Spindelegger afløste ham som vicekansler og formand for ÖVP.
Pröll bor privat i Wien og har sammen med sin hustru 3 børn. Pröll er nevø til delstatsformanden i Niederösterreich Erwin Pröll.